# Montse Badia i More
Montse Badia i More   (Barcelona, 1965) és una crítica d'art i comissària d'exposicions.
Ha col·laborat en diverses publicacions especialitzades en art com, Transversal, arts.zin, Untitled (Londres), Nu: The Nordic Art Review (Estocolm), Tema Celeste (Milà), ARCO y Bonart. Ha comissariat exposicions a De Appel Foundation (Amsterdam), Fundació Joan Miró i Fundació "la Caixa" (Barcelona). Badia és una comissària associada a l'Espai 13 de la Fundació Joan Miró i en el Centre Arts Santa Mònica. Actualment, és co-directora de la publicació digital a-desk i directora artística de la col·lecció d'art contemporani Cal Cego. Entre les exposicions comissariades per Montse Badia hi ha La realitat invocable (MACBA, 2014).